# Wölbling
Wölbling  är en kommun  i Österrike. Den ligger i distriktet Sankt Pölten-Land i förbundslandet Niederösterreich. Kommunens huvudort Oberwölbling ligger 60 kilometer nordväst om huvudstaden Wien. 
Kommunen består av 11 orter (Ortschaften) (inom parentes invånarantal 1 januari 2024):

- Ambach (285)
- Anzenhof (167)
- Hausheim (162)
- Landersdorf (305)
- Noppendorf (70)
- Oberwölbling (1 110)
- Ratzersdorf (46)
- Unterwölbling (282)
- Viehausen (11)
- Wetzlarn (13)